# مريم شاهينيان
مريم شاهينيان هي أول امرأة تركية تعمل كمصورة استديو. وهي ذات أصل أرمني.

## حياتها
مريم شاهينيان، ولدت عام 1911 في قصر شاهينيان (القصر الزجاجي) وهو من أعظم الإنشاءات في مدينة سيواس. جدها أجوب شاهينيان باشا، كان يمثل بلدة سيواس في مجلس النواب، وهو أول برلمان عثماني، تأسس عام 1877. بينما كانت طفلة صغيرة امتازت حياتها بامتيازات طبقية كونها حفيدة نائب برلمان وتبدلت حياتها فجأة في أعقاب عام 1915. تعتبر عائلة شاهينيان من أعرق وأقوى عائلات سيواس، وقد رحلوا إلى إسطنبول عن طريق سمسون تاركين خلفهم قصر شاهينيان الواقع في وسط المدينة، وأملاك لاحصر لها، وخمسة مصانع دقيق كبيرة، ومايقرب من ثلاثين قرية في المنطقة كانوا يمتلكونها. لقد تغيرت حياة شاهينيان تماما وانتقلوا إلى شقة في بناية متواضعة في الكلية الحربية، طبقا لمافرضته فترة الجمهورية من شروط جديدة. كان والد مريم مصوراً فوتوغرافياًوبعد أن أتمت دراستها، عملت مع والدها. وبحلول عام 1937 قررت إدارة استوديو والدها متحملة الأعباء المالية لأسرتها. وتوفيت عام 1996 ودفنت في مقبرة شيشلى الأرمنية.